# Chang (sobrenome)
Chang é um sobrenome chinês. Ele foi o 87º sobrenome chinês mais comum em 2006.
Em (Taiwan) Chang é a forma de romanização do nome Zhang para o uso de Wade-Giles.
Em Vietnamita: Thuong

## Pessoas famosas com o nome
- Chang Wanquan
- Chang Zhenming
- Chang Yongxiang